# Giulio
Giulio – srebrna, groszowa moneta włoska bita przez papieża Juliusza II, przedstawiająca na awersie popiersie albo herb papieski, zaś na rewersie postacie św. Piotra i Pawła. Masa monety wynosiła 3,87 grama.
W późniejszym okresie nazwa gulio była używana w odniesieniu do różnych groszowych monet włoskich, z których ostatnią było papieskie podwójne gulio z 1823 r.